# ریچل هالیس
ریچل هالیس (انگلیسی: Rachel Hollis؛ زادهٔ ۹ ژانویهٔ ۱۹۸۳) مؤلف، سخنران و بلاگر اهل ایالات متحده آمریکا است که با نوشتن دو کتاب خودت باش دختر و شرمنده نباش دختر شناخته شد.
او به دلیل رویکرد صریح و توانمند خود در کمک به خود و توسعه شخصی به شهرت دست یافت. هالیس اغلب آشکارا در مورد تجربیات و مبارزات خود صحبت می کند که او را برای میلیون ها خواننده و شنونده محبوب و معرفی کرده است.
تربیت ریچل هالیس به دور از زرق و برق بود. او در یک خانواده محکم و ساده در Weedpatch، یک شهر کوچک در کالیفرنیا بزرگ شد. سال‌های اولیه او با چالش‌ها و سختی‌های مالی همراه بود که نقش مهمی در شکل‌دهی دیدگاه او به زندگی داشت.
هالیس کار خود را در رویداد برنامه ریزی آغاز کرد و یک شرکت برنامه ریزی را تأسیس کرد. این تلاش کارآفرینانه به او اجازه داد تا جنبه خلاقانه خود را کشف کند و در عین حال مهارت های اساسی در بازاریابی و تبلیغات را توسعه دهد. هجوم اولیه او به تجارت تجربیات ارزشمندی را برای او به ارمغان آورد که بعداً سودمند بود.

### زندگی شخصی و خانواده
در راستای معرفی ریچل هالیس باید گفت که ازدواجی موفق با دیو هالیس داشته و دارای چهار فرزند است. او اغلب تجربیات خود را به عنوان یک مادر و همسر به اشتراک می‌گذارد و ابعادی مرتبط به سفر توسعه شخصی خود می‌افزاید.